# Anna Serra Salamé
Anna Serra Salamé (Barcelona, 17 de juny de 1969) és una corredora de muntanya i una triatleta catalana.
Llicenciada en Educació Física per l'INEF de Barcelona i professora d'educació física des del 1993, ha estat vinculada a la Unió Excursionista de Catalunya d'Horta des del 1996 i a la Unió Excursionista Urgellenca des del 2003. S'inicià en els esports de muntanya durant els estudis a l'INEFC, on practicà l'esquí de fons i les curses atlètiques. Ha format part de la selecció catalana de curses de muntanya des del 2001, amb la qual ha estat tres cops campiona del món per equips. En l'àmbit individual, també assolí un títol mundial el 2004, i un subcampionat el 2003. Entre les curses de muntanya que ha disputat es troben carreres com el Maratón Alpino Madrileño, en la qual va aconseguir el primer lloc en dones al costat de Quipo Soler que ho fou en homes.